# Marjeta Billo
Marjeta Billo, född i juli 1988 i Lushnja, är en albansk sångerska. Hon slog igenom med sitt deltagande i den albanska versionen av Idol, Ethet e së premtes mbrëma, år 2008.
Billo är född i staden Lushnja i Albanien. Vid 19 års ålder flyttade hon med familjen till Tirana. Hon har studerat vid Akademia e Arteve i Tirana. Direkt efter sitt deltagande i Ethet debuterade Billo i Festivali i Këngës 47 med etnoballaden "Era e tokës", skriven av Pandi Laço och komponerad av Adrian Hila. I den jämna finalen fick Billo 106 poäng, vilket räckte till att sluta femma. Dock endast 20 poäng efter segrande Kejsi Tola, som även hon kom direkt från Ethet.
Två år efter debuten ställde Billo år 2010 upp i Festivali i Këngës 49 med balladen "Përjetësi". Hon deltog i tävlingens andra semifinal den 24 december. Väl där fick hon inte tillräckligt stöd från juryn för att ta sig vidare till finalen, utan blev en av 8 som slogs ur tävlingen, tillsammans med bland andra Kejsi Tola. 2011 kom Billo tillbaka till Festivali i Këngës 50 med upptempolåten "Vlen sa një jetë". Hon framförde bidraget i semifinal 1 den 26 mars varifrån hon tog sig vidare till finalen. Väl i finalen fick Billo, tillsammans med 6 andra bidrag, 0 poäng och slutade därmed på delad sista plats.
I december 2013 kom Billo än en gång att delta i Festivali i Këngës. Denna gång hette hennes bidrag "Ti mungon", vilket skrevs av Florian Zyka med musik av Lambert Jorganxhi. I finalen fick Billo 18 poäng och slutade 11:a.
2014 debuterade Billo i Top Fest 11 med låten "Kur ti nuk je".